# Antonio Lupis
Antonio Lupis, född den 16 februari 1649 i Molfetta, död 1701, var en italiensk författare. 
Lupis flyttade tidigt till Venedig. Han var en produktiv författare och skrev mestadels historiska romaner, med vilka han vann stor publikframgång. Lupis skrev även böcker ägnade åt moralistiska reflektioner och venetiansk kultur.